# ابو اوگوو
ابو اوگوو (انگلیسی: Abu Ogogo؛ زادهٔ ۳ نوامبر ۱۹۸۹) بازیکن فوتبال اهل بریتانیا است.
از باشگاه‌هایی که در آن بازی کرده‌است می‌توان به باشگاه فوتبال آرسنال، باشگاه فوتبال بارنت، باشگاه فوتبال ویمبلدون، باشگاه فوتبال داگنم و ردبریج، و باشگاه فوتبال شروزبری تاون اشاره کرد.